# Westminsteri apátság
A westminsteri apátság (Westminster Abbey, hivatalos nevén: westminsteri Szent Péter társaskáptalani templom) London építészetileg és történelmileg egyik legjelentősebb műemléke, az angol gótikus építészet remekműve.

## Koronázási és temetkezési hely
A székesegyház hagyományosan az angol királyok koronázási és temetkezési helye, funkciója alapján egy gyülekezet nélküli templom. Helyén eredetileg egy 750 körül alapított bencés apátság preromán stílusú kolostortemploma állt. A templomot már akkor West Minsternek nevezték arról a városrészről, ahol áll. A westminsteri apátságot Hitvalló Eduárd, az egyik utolsó angolszász király építtette 1045 és 1065 között, de a felszentelésekor, amelyet 1065. december 28-án tartottak, már súlyos beteg volt és néhány nappal később meghalt. Szentté avatása után (1161) itt temették el.
1245-ben III. Henrik kezdte el a mai templom építését korai gótikus stílusban, amely francia ihletésű. Egyes föltételezések szerint első mestere, Henry de Reynes francia származású volt és a reimsi katedrálist tekintette példának. A székesegyház mérműves ablakai Anglia legszebb gótikus ablakai közé tartoznak. A nagyméretű, háromhajós épület ötoldalú, öt kápolnával körülvett szentéllyel zárul. A nyugati homlokzat alsó része a 15. századból származik. A pompás VII. Henrik-kápolna – Európa egyik legszebb késő gótikus műemléke – 1503 és 1519 között épült. A két tornyot 1722 és 1745 között emelték. A háromhajós belső térben az angol gótika mindhárom nagy korszakának emlékeit megtaláljuk: a korai angol, a dekoratív és a függőleges gótikát.

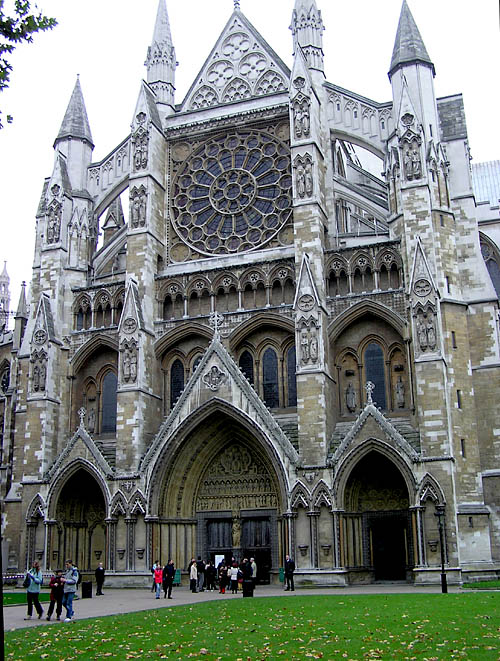
A westminsteri apátság északi bejárata

Hódító Vilmos kora óta Anglia illetve az Egyesült Királyság valamennyi királyát itt koronázták meg, kivéve V. és VIII. Eduárdot, akik nem lettek megkoronázva. A szertartást a hagyomány szerint a canterburyi érsek celebrálja. II. György haláláig (1760) ez volt a királyok temetkezési helye is. Egy ideje nem csak uralkodókat, hanem főnemeseket, katonákat, művészeket és tudósokat is temetnek ide.
A főbejárat a nyugati oldalon található. A középső hajóban van az ismeretlen katona sírja. Az első világháborúban elesett katona a belgiumi csatatérről hozott földben nyugszik „királyok között, mert Istent és a hazát jól szolgálta”: hirdeti a fekete márványba vésett felirat. Mindkét világháború áldozatainak van emlékműve a Szent György-kápolnában.
A hajó hosszában sírok találhatók, itt nyugszik az Afrika-kutató Livingstone, Ben Jonson, a költő, Bonar Law és Neville Chamberlain miniszterelnökök. A déli kereszthajóban található a Költők sarka (Poets’ Corner) Shakespeare, Milton, Burns, Rudyard Kipling emlékművével, és többek között Chaucer, Tennyson, Browning, Longfellow, Dickens, Händel, Henry Purcell sírjával. Az északi kereszthajóban számos jelentős államférfi van eltemetve, mint Palmerstone, Benjamin Disraeli és William Gladstone. Az apátságban nyugszik több híres tudós is, például Isaac Newton, Michael Faraday, Charles Darwin, Lord Kelvin, Ernest Rutherford és Stephen Hawking.
A kereszthajó északi részén, a főoltár mögött van Hitvalló Eduárd kápolnája, közepén az 1066-ban elhunyt király koporsójával. Mögötte áll a trónszék, amely alatt 1996-ig található volt a Sors köve vagy a Scone-i kő, amely az angol és a skót királyság egységét szimbolizálja. Ezen a kövön koronázták meg évszázadokon keresztül a skót királyokat, I. Eduárd 1297-ben Angliába szállíttatta. A követ 1950 karácsonyán skót nacionalisták ellopták, és csak hosszas nyomozás után került elő. 1996-ban hivatalosan visszaszolgáltatták Skóciának, és napjainkban az edinburgh-i várban látható. Ebben a kápolnában van III. Henrik, I. Eduárd, III. Eduárd, II. Richárd és V. Henrik sírja.
A déli végen van VII. Henrik, az első Tudor király nagyméretű kápolnája, amelynek mindenekelőtt a pompás mennyezete figyelemreméltó kőbe faragott csipkézetével. A függőleges gótika helyébe az angol gótika utolsó szakasza, a Tudor-stílus lépett: a falak szinte eltűntek, a hatalmas ablakok elfoglalták a helyüket. A kápolna végében fekete márványsírban nyugszanak VII. Henrik és felesége, Yorki Erzsébet földi maradványai. A bal oldalhajóban van I. Erzsébet, a jobb oldalhajóban pedig nővére és ellenfele, I. Mária sírja.

## Felújítási munkálatok

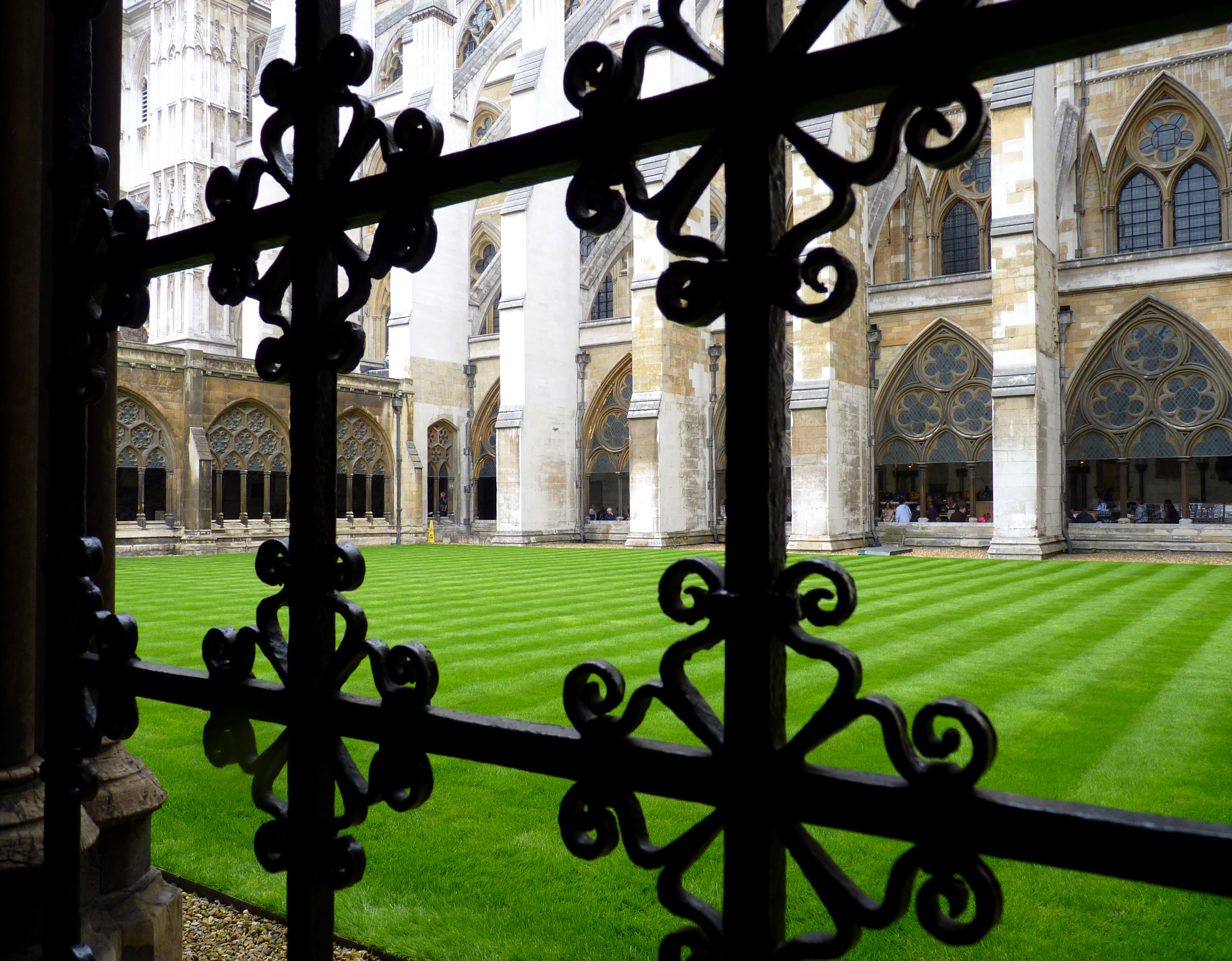
Az apátság belső udvara

A Westminster Hall falainak talapzata máig változatlan, lévén, hogy ez az óriási építmény röviddel a normann hódítók betörése után (1066) kezdett megépülni. Amit ma látunk az épület felső részeként, 1399-ben készült el. A Hall a késő középkor építészeti remeke – óriási kalapácsboltozatával. Ahogy minden más, ez az épület is elöregedett egyszer, és javításokon kellett átessen. Az utolsó nagy léptékű átalakítás 1913-ban zajlott, amikor is a főgerendák kerültek cserére. Ezek az angol erdőkből származó tölgyfából voltak, mindazonáltal alapos fejfájást okozott a feladat Anglia képviselőinek. Anglia tölgyfáit rég kivágták. A még megtalálható fák mindössze 300 évesek lehettek, és egyszerűen kicsinek bizonyultak a munkára.
Kisebb kutatási munka után kiderült, hogy annak idején a fák a 14. századi Sussexből érkeztek, Wadhurst település mellől. Sőt, az akkori tulajdonos leszármazottja, Sir George Courthorpe, Rye képviselőjeként a parlament tagja. Ő, általános megdöbbenésre, közölte a tisztelt házzal, hogy őse – mivel a tölgyeket mind kivágták akkor az építkezéshez –, gondos megfontolás tárgyává tette a körülményeket, és újabb tölgyfákat telepített a helyükre tudván, hogy minden épületnek eljön a végideje. Most pedig ezek a tölgyek várnak arra, hogy elődeik szerepét betöltsék.

## Az apátság történetének kronológiája

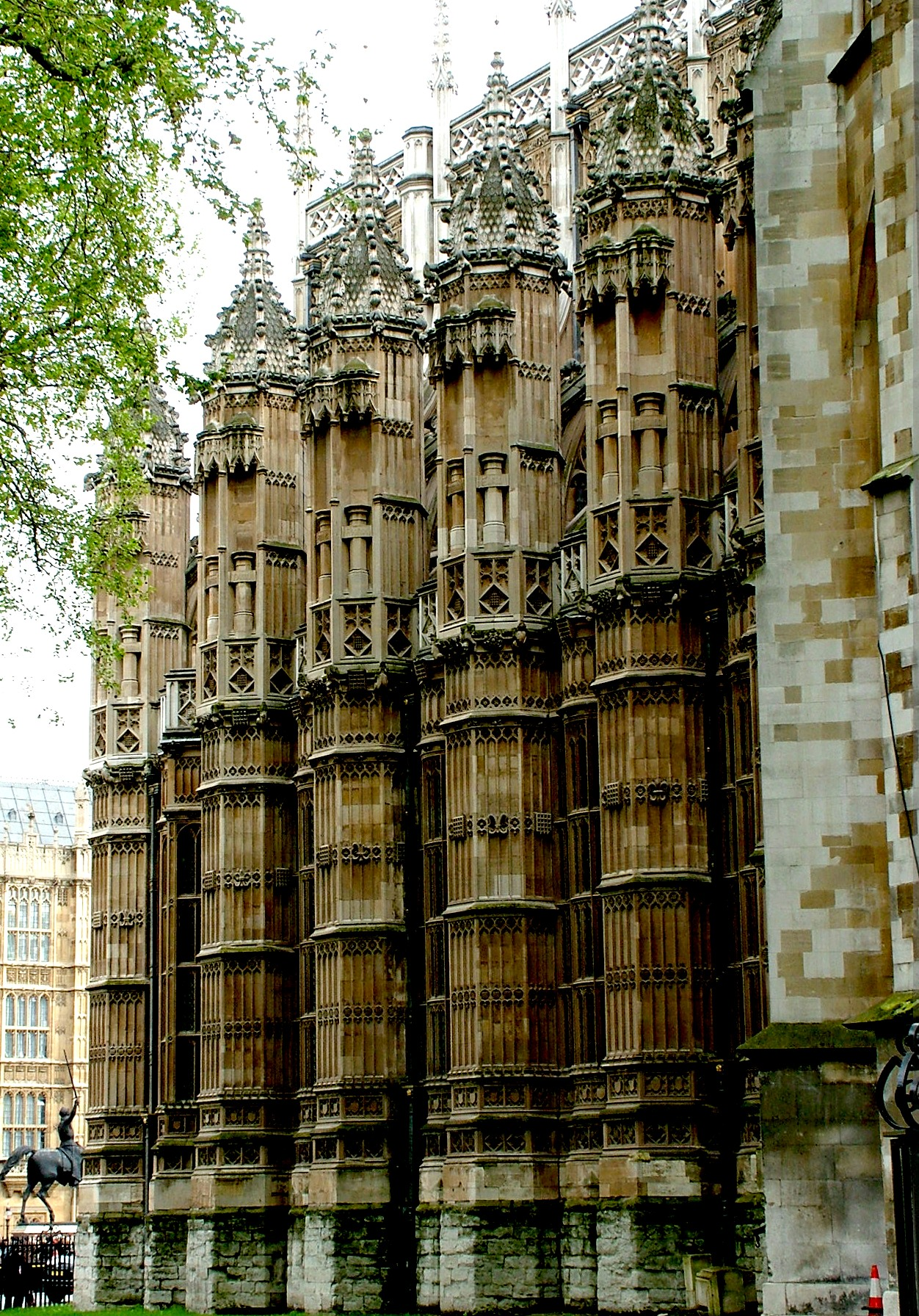
A Miasszonyunk-kápolna (Lady Chapel) oldalfalainak jellegzetes íves pillérformái, felettük még üres szoborfiliálékkal

- ~960 – Az első benedek-rendi közösség alapítása a Thorney-szigeten, mely később a Westminster nevet kapja.
- 1065 – Hitvalló Eduárd templomszentelése.
- 1066 – Hitvalló Eduárd hamvainak elhelyezése a főoltár előtt; I. Vilmos koronázása.
- 1102 – Hitvalló Eduárd sírjának felnyitása.
- 1140 – Sikertelen kísérlet Hitvalló Eduárd szentté avatására
- 1161 – III. Sándor pápai bullája Hitvalló Eduárd szentté nyilvánításáról.
- 1216 – III. Henrik hatalomra jutása és koronázása
- 1222 – Pápai döntőbíráskodás a westminsteri apátság rendfőnöke és a canterburyi érsek vitájában.
- 1245 – III. Henrik megkezdi a jelenlegi templom építését
- 1301 – Elkészül a koronázási trónszék, ez használatos minden koronázásnál 1308 óta.
- 1400 – Geoffrey Chaucer temetése a déli kereszthajóban.
- 1471-98 – A főhajó mennyezetének készítése.
- 1483-85 – Woodville Erzsébet menedékbe vonul gyermekeivel
- 1500-17 – A főhajó mennyezetboltozatának elkészítése, a nyugati ablak kialakítása
- 1503 – VII. Henrik, a Mária- avagy Miasszonyunk-kápolna (Lady Chapel) alapkőletétele.
- ~ 1532 – Az Islip emlékkápolnák építése
- 1540 – VIII. Henrik feloszlatja a szerzetesrendeket.
- 1560 – A westminsteri apátság apátsági templomként történő újraavatása I. Erzsébet uralkodása alatt.
- 1698 – Sir Christopher Wren főépítészi működése, átveszi a nyugati tornyok restaurálási munkálatait
- 1745 – Wren 1698-as terveinek módosítása, a nyugati tornyokat megépítik Nicholas Hanksmoor irányításával.
- 1808-22 – A VII. Henrik-kápolna restaurálása.
- 1920 – Az „ismeretlen katona” temetése a főhajóban.
- 1947 – Erzsébet hercegnő és Fülöp edinburgh-i herceg esküvője.
- 1953 – II. Erzsébet koronázása.
- 1973-95 – Feszes restaurálási munkálatok a Westminster Abbey Trust keretében privát adományok pénzügyi hátterével.
- 1966 – A nyugati kapuzat mellett négy mártír allegorikus szobrának elhelyezése.
- 1997 – Diána walesi hercegné temetése.
- 1998 – A nyugati kapuzat feletti, korábban már meglevő szoborfülkékben elhelyezik a 10 mártír szobrát, a királynő és a herceg jelenlétében a canterburyi érsek szenteli fel.
- 2002 – Erzsébet anyakirályné temetése.
- 2011 – Vilmos herceg és Kate Middleton esküvője.
- 2022 – II. Erzsébet temetése
- 2023 – III. Károly koronázása

## A 20. század mártírjainak szobra

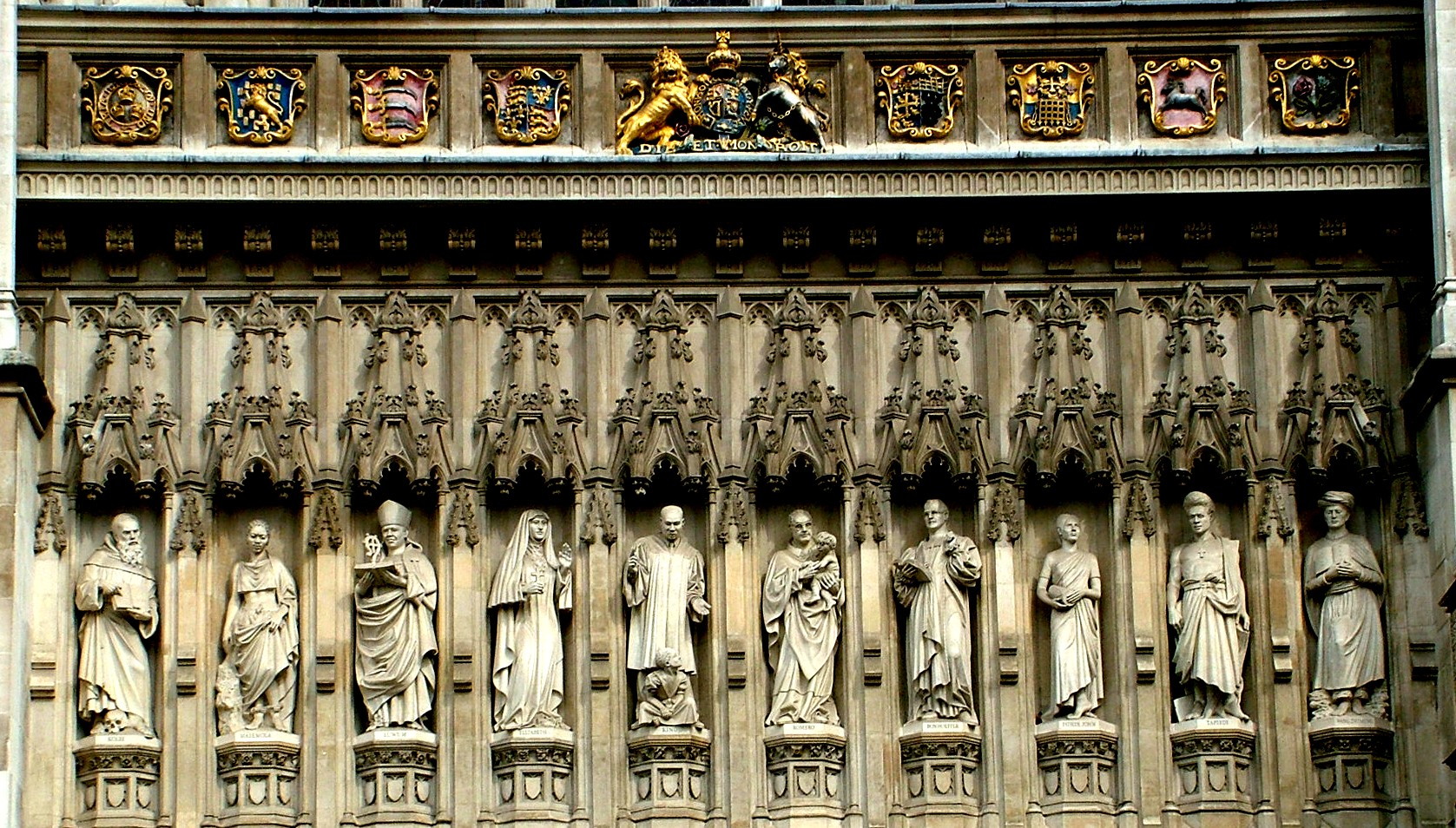
A 20. század mártírjainak szobra

- Szent Maximilian Kolbe (Lengyelország) † 1941
- Manche Masemola (Dél-afrikai Köztársaság) † 1928
- Jamai Luzum (Uganda) † 1977
- Jelizaveta Fjodorovna Romanova orosz nagyhercegné (Oroszország) † 1918
- Martin Luther King (USA) † 1968
- Oscar Romero (El Salvador) † 1980
- Dietrich Bonhoeffer (Németország) † 1945
- Esther John (Pakisztán) † 1960
- Lucian Tapiedi (Pápua Új-Guinea) † 1942